# 赤城丸 (特設巡洋艦)
赤城丸（あかぎまる）は、かつて日本郵船が所有し運航していた貨物船。太平洋戦争中は特設巡洋艦として運用された。特設巡洋艦として入籍後は沈没の時まで類別変更されず、日本海軍における最後の「純粋な」特設巡洋艦でもあった。

## 船歴
日本郵船のニューヨーク航路の改善はディーゼル機関搭載のN型貨物船の投入で一応達成され、引き続いて欧州航路における貨物船の改善に取り掛かった。「赤城丸」は、1917年（大正6年）開設のリヴァプール線でブルー・ファンネル・ラインとの激しい競争に対応するために建造されたA型貨物船の一隻として三菱長崎造船所で1935年（昭和10年）12月2日に起工し、翌1936年（昭和11年）6月6日に進水。9月10日に竣工した。「赤城丸」建造の際、日本郵船は第二次船舶改善助成施設を活用し、その見合い解体船として自社持ち船の中から、日本最初の1万トン超貨客船の一隻である「春洋丸」（13,377トン）を充当した。
しかし、「赤城丸」はリヴァプール線には就航しなかった。圧倒的な力を誇るブルー・ファンネル・ラインとの競争が利にあらずと見た日本郵船は、リヴァプールに代えてハンブルクに至る新路線を開設し、そこに「赤城丸」を投入した。1938年（昭和13年）には、往航はパナマ運河経由でハンブルクに至り、帰途はスエズ運河を通過して日本に戻る東航世界一周線に就航する。運営は順調だったが、1939年（昭和14年）の第二次世界大戦勃発で「赤城丸」以下優秀船は保護のため撤退し、1940年（昭和15年）には航路も休止となった。アメリカ方面に配置換えとなったが、間もなく日米関係の悪化とともにアメリカ方面の航路も休止となり、遠洋航路は閉じられることとなった。9月には石炭輸送を行った。
1941年（昭和16年）11月23日、「赤城丸」は日本海軍に徴傭され、次いで12月10日付で特設巡洋艦として入籍、呉鎮守府籍となる。11月25日から12月30日まで大阪鉄工所桜島工場で特設巡洋艦としての艤装工事を受け、12月31日付で第二十二戦隊（堀内茂礼少将）に編入される。次いで1942年（昭和17年）1月30日に第二十二戦隊旗艦となり、特設監視艇隊の母艦的存在として釧路および横須賀を根拠地として行動する。ドーリットル空襲のあった昭和17年4月18日には釧路で停泊中だったが、第16任務部隊（ウィリアム・ハルゼー中将）に片っ端から攻撃されている特設監視艇の救助に赴き、機銃掃射で航行不能に陥っていた「栄吉丸」（昭和漁業、150トン）を救助し、釧路に曳航した。「赤城丸」は1943年（昭和18年）12月まで北方海域の警戒にあたって他の海域で行動することはなかったが、12月下旬より特設巡洋艦のまま輸送任務につく。
12月23日、「赤城丸」はウェーク島に送られる独立混成第5連隊と戦車第16連隊主力を乗せ、駆逐艦「初月」と「涼月」の護衛を得て呉を出撃し、1944年（昭和19年）1月1日にウェーク島に到着。第一回輸送を終えて呉に帰投し、今度は砲兵大隊と工兵隊、衛生隊を乗せて1月15日に呉を出撃するが、豊後水道通過中の1月16日に「涼月」がアメリカの潜水艦スタージョン (USS Sturgeon, SS-187) の雷撃で大破し、輸送作戦は一旦中止。「赤城丸」は「初月」の護衛で横須賀に回航され、特設運送船「愛国丸」（大阪商船、10,438トン）と特設潜水母艦「靖国丸」（日本郵船、11,933トン）とともに輸送船団を構成の上1月24日に横須賀を出撃し、1月31日にアメリカの潜水艦トリガー (USS Trigger, SS-237) の攻撃で「靖国丸」が沈没したものの、2月1日にトラック諸島に到着する。しかし、クェゼリンの戦いの末にクェゼリン環礁が陥落してこれ以上の前進が困難となり、ウェーク島に向かう予定だった陸上部隊の第二陣はポンペイ島防衛に転用されることとなった。陸上部隊を降ろした「赤城丸」は日本への帰途、トラック残留の引き揚げ日本人を乗せることとなった。しかし、陸上部隊関連の荷役に時間がかかり、2月16日にやっと終わったが、少し前に偵察のB-24がトラック上空に飛来し、アメリカ海軍は偵察の結果をもってエニウェトクの戦いの支援でトラックを空襲することを決意する。
引揚者25名ないし617名を乗せた「赤城丸」は練習巡洋艦「香取」、駆逐艦「舞風」および「野分」とともに第4215船団を編成し、4時30分にトラックを出港する。しかし、第4215船団は出港後30分で最初の空襲を受け、環礁内だったためスピードは出せなかったものの回避運動を行い、被害はなかった。この空襲こそ、第58任務部隊（マーク・ミッチャー中将）が放った攻撃隊の第一波であった。6時30分過ぎにトラック北水道を通過した第4215船団は、7時16分過ぎに再び攻撃隊の空襲を受ける。この攻撃で「赤城丸」は二番船倉に命中弾を受けるが、怯むことなく北上を急いだ。9時10分、攻撃隊第三波が飛来し、五番船倉の両舷に命中弾を受けて火災と浸水が発生、間もなく火薬庫が爆発を起こして「赤城丸」は危機に瀕し、「阿鼻叫喚、地獄図絵さながらの混乱」に陥る。10時30分、艦長は総員退艦を令して生存者を「香取」に移そうとする。しかし、海上に漂う遭難者は機銃掃射を受け、また救命ボートに兵員と乗り合わせていた民間人のうち、女性と子供は「戦争をしない」人間として扱われ、「兵隊さんに迷惑はかけられない」とばかりに海中に飛び込んで消えていった。「赤城丸」は10時47分ごろに沈没した。
空襲で大破した「香取」は「赤城丸」の生存者を何とか救助したが、上空ではミッチャー提督が航空部隊に空襲中止を命令していた。するとレイモンド・スプルーアンス提督（第5艦隊長官）直率の戦艦2隻（ニュージャージー、アイオワ）と重巡洋艦2隻（ミネアポリス、ニューオーリンズ）および駆逐艦4隻が出現し、ほとんど動けなくなっていた「香取」と「舞風」を艦砲射撃により撃沈した。スプルーアンス提督は、アイオワ級戦艦の40センチ砲で敵艦を直接撃沈したかったのである。
結局、第4215船団4隻のうち「野分」だけが脱出に成功し、「香取」と「舞風」の生存者はいなかった。「赤城丸」に乗船していた引揚者は565名が犠牲となったほか、乗員にも多数の死者が出た。艦長の黒崎林蔵大佐は3月2日に死亡した。
3月31日に除籍および解傭。

## 艦長
- 作間應雄 大佐：1941年12月10日[32] - 1943年3月2日
- 黒崎林蔵 予備海軍大佐：1943年3月2日[33] - 1944年3月2日戦死 ※同日、海軍少将に特進。

## 同型船
A型貨物船
- 有馬丸
- 浅香丸
- 粟田丸
- 吾妻丸